# Капанагуцо (Форли-Чезена)
Капанагуцо је насеље у Италији у округу Форли-Чезена, региону Емилија-Ромања.
Према процени из 2011. у насељу је живело 20 становника. Насеље се налази на надморској висини од 8 м.